# Yvonne Sherman
Yvonne Claire Sherman, później Sherman-McGowan i Tutt (ur. 3 maja 1930 w Nowym Jorku, zm. 2 lutego 2005 w Colorado Springs) – amerykańska łyżwiarka figurowa.
W ciągu kariery zdobyła trzy tytuły mistrzyni USA – w 1949 i 1950 w kategorii solistek, w 1947 w parach sportowych (z Robertem Swenningiem). W 1948 w parze ze Swenningiem zdobyła wicemistrzostwo USA.
Odnosiła także sukcesy na arenie międzynarodowej. W parze ze Swenningiem zajęła 4. miejsce na igrzyskach olimpijskich w St. Moritz (1948). Na tych samych igrzyskach w gronie solistek była 6., zdobyła także wśród solistek dwa medale mistrzostw świata (srebro w 1949, brąz w 1950). Na mistrzostwach światach w 1948 zajęła 6. miejsce. Sięgnęła po złoto mistrzostw Ameryki Północnej w 1949.
Po zakończeniu kariery sportowej pracowała jako sędzia i działaczka amerykańskiej federacji łyżwiarskiej. Została wpisana do Hall of Fame Amerykańskiego Łyżwiarstwa Figurowego.
Jej mężem był William Thayer Tutt (1912–1989), zasłużony amerykański działacz hokejowy.